# Скибин (Вінницький район)
Скиби́н — село в Україні, в Оратівській селищній громаді Вінницького району Вінницької області. Розташоване на правому березі річки Скибінь (притока Собу) за 15 км на південний захід від смт Оратів та за 4 км від станції Оратів. Населення становить 54 особи (станом на 1 січня 2018 р.).

## Історія
12 червня 2020 року, відповідно розпорядження Кабінету Міністрів України № 707-р «Про визначення адміністративних центрів та затвердження територій територіальних громад Вінницької області», село увійшло до складу Оратівської селищної громади.
19 липня 2020 року, в результаті адміністративно-територіальної реформи та ліквідації Оратівського району, село увійшло до складу Вінницького району.

## Населення

### Мова
Розподіл населення за рідною мовою за даними перепису 2001 року:
| Мова       | Кількість | Відсоток |
| ---------- | --------- | -------- |
| українська | 115       | 99.14%   |
| російська  | 1         | 0.86%    |
| Усього     | 116       | 100%     |

## Відомі люди
- Зінько Юрій Анатолійович (1956) — кандидат історичних наук, професор кафедри всесвітньої історії, декан факультету історії, етнології і права Вінницького державного педагогічного університету імені Михайла Коцюбинського.

## Галерея

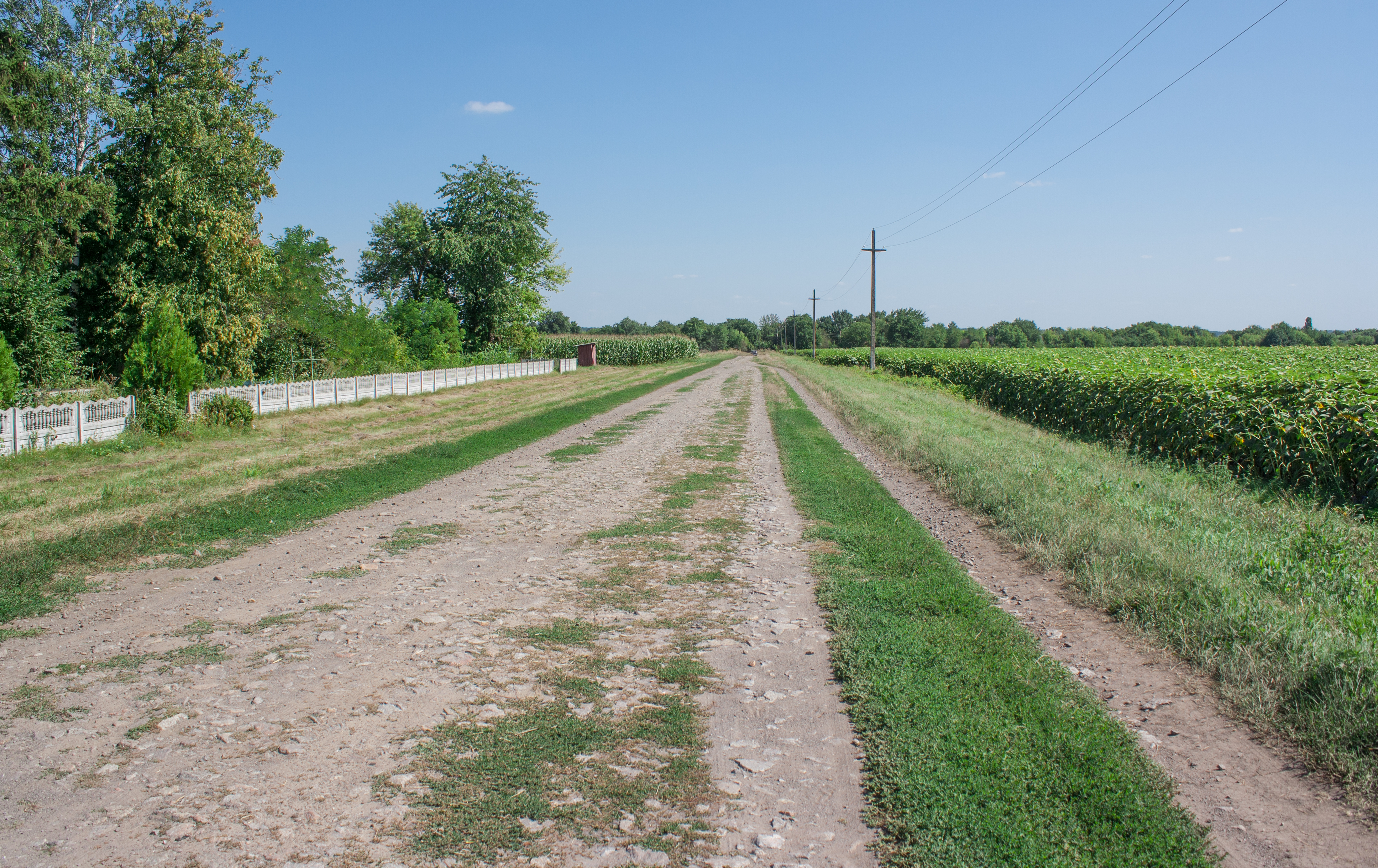
В'їзд у село
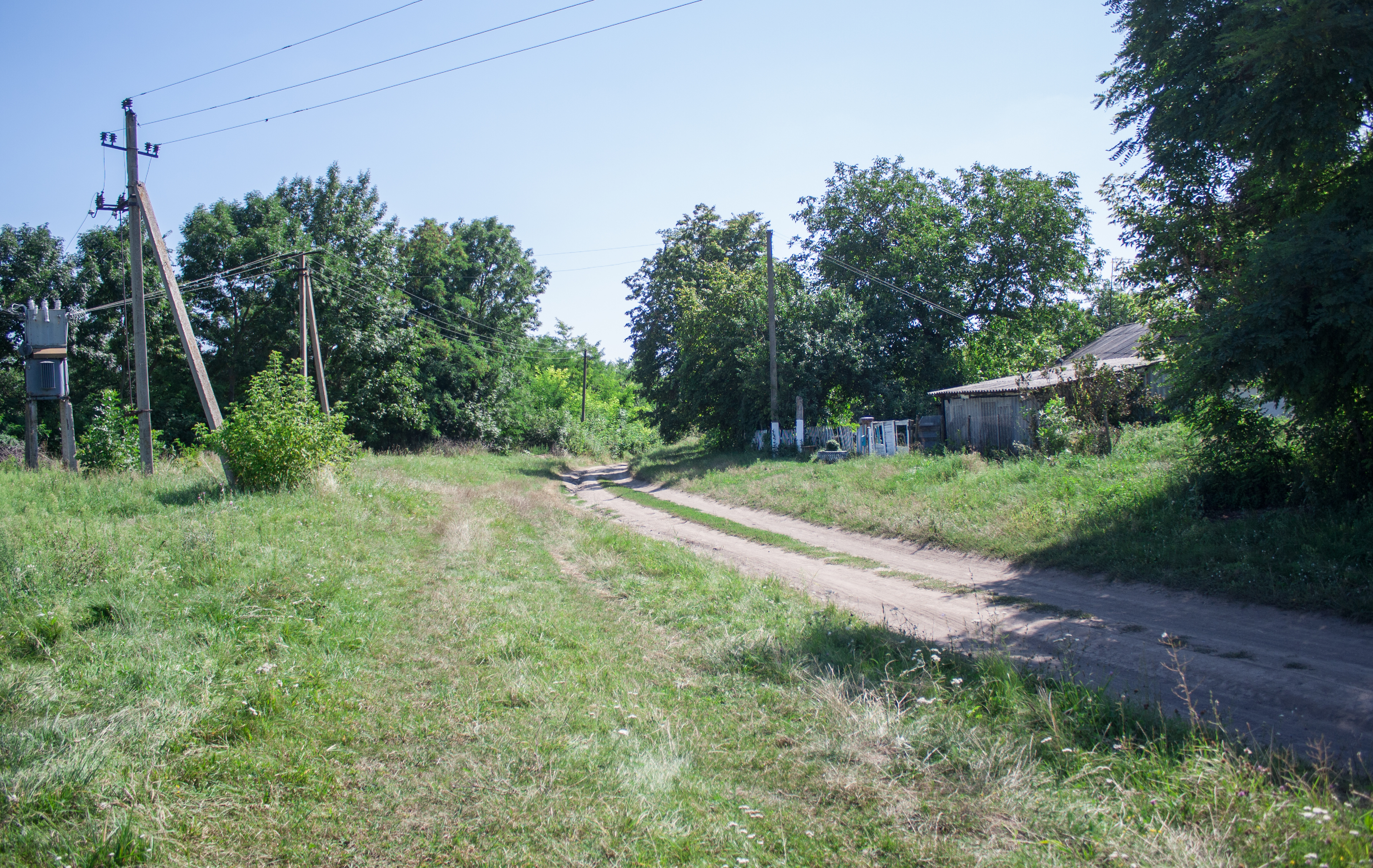
Вулиця
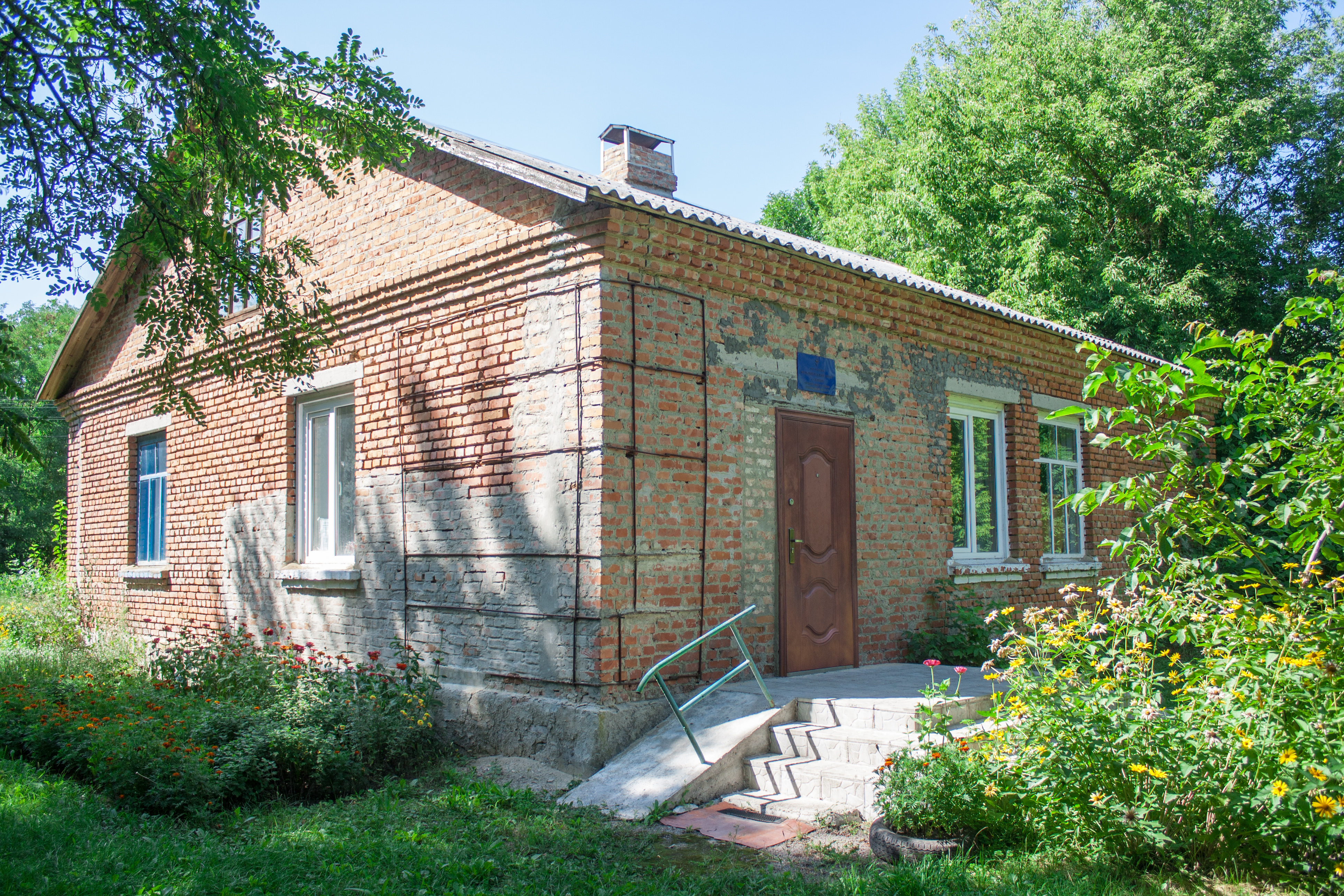
Фельдшерський пункт